# 39558 Kishine
39558 Kishine este un asteroid din centura principală de asteroizi.

## Descriere
39558 Kishine este un asteroid din centura principală de asteroizi. A fost descoperit pe 24 mai 1992 la Geisei de Tsutomu Seki. Asteroidul prezintă o orbită caracterizată de o semiaxă mare de 2,23 ua, o excentricitate de 0,13 și o înclinație de 3,7° în raport cu ecliptica.